# Lijst van brutoformules H01
Dit lemma is onderdeel van de lijst van brutoformules. Dit lemma behandelt de brutoformules die met één waterstofatoom beginnen.

## H
| Brutoformule                       | Gewone formule            | Naam                                                    |
| ---------------------------------- | ------------------------- | ------------------------------------------------------- |
| {\displaystyle {\ce {H}}}          | {\displaystyle {\ce {H}}} | Waterstof                                               |
| {\displaystyle {\ce {H}}}-isotopen | {\displaystyle {\ce {H}}} | Isotopen van waterstof 1H · 2H · 3H · 4H · 5H · 6H · 7H |

## H1Al
| Brutoformule                              | Gewone formule                                    | Naam                                           |
| ----------------------------------------- | ------------------------------------------------- | ---------------------------------------------- |
| {\displaystyle {\ce {HAlBeO5Si}}}         | {\displaystyle {\ce {BeAl(SiO4)(OH)}}}            | Euklaas                                        |
| {\displaystyle {\ce {HAlFKLi2O11Si4}}}    | {\displaystyle {\ce {KLi2AlSi4O10F(OH)}}}         | Lepidoliet ~ als bron van lithium              |
| {\displaystyle {\ce {HAlFKMgO10Si3}}}     | {\displaystyle {\ce {KMg3AlSi3O10F(OH)}}}         | Flogopiet                                      |
| {\displaystyle {\ce {HAlO}}}              | {\displaystyle {\ce {AlOH}}}                      | Aluminium(I)hydroxide                          |
| {\displaystyle {\ce {HAlO2}}}             | {\displaystyle {\ce {AlO(OH)}}}                   | Aluminiumhydroxyoxide ~ als: Böhmiet, Diaspoor |
| {\displaystyle {\ce {HAl2BCaFeMnO16Si4}}} | {\displaystyle {\ce {(Ca,Fe,Mn)3Al2BO3Si4O12OH}}} | Axiniet                                        |
| {\displaystyle {\ce {HAl2Ca2O11Si3}}}     | {\displaystyle {\ce {Ca2Al2Si3O10(OH)}}}          | Prehniet                                       |
| {\displaystyle {\ce {HAl2Ca2O13Si3}}}     | {\displaystyle {\ce {Ca2Al3Si3O12(OH)}}}          | Zoisiet                                        |
| {\displaystyle {\ce {HAl3O13Si3}}}        | {\displaystyle {\ce {Ca2Al3Si3O12(OH)}}}          | Clinozoisiet                                   |

## H1Ar
| Brutoformule                 | Gewone formule               | Naam                                       |
| ---------------------------- | ---------------------------- | ------------------------------------------ |
| {\displaystyle {\ce {HArF}}} | {\displaystyle {\ce {ArFH}}} | Argonfluorhydride. ~ als edelgasverbinding |

## H1As
| Brutoformule                      | Gewone formule                         | Naam                             |
| --------------------------------- | -------------------------------------- | -------------------------------- |
| {\displaystyle {\ce {HAsCaCuO5}}} | {\displaystyle {\ce {CaCu(AsO4)(OH)}}} | Conichalciet                     |
| {\displaystyle {\ce {HAsCuO3}}}   | {\displaystyle {\ce {Cu(HAsO3)}}}      | Koperwaterstofarseniet           |
| {\displaystyle {\ce {HAsNa2O4}}}  | {\displaystyle {\ce {Na2(HAsO4)}}}     | Diatriumwaterstofarsenaat        |
| {\displaystyle {\ce {HAsO4}}}     | {\displaystyle {\ce {HAsO4^{2-}}}}     | Waterstofarsenaat ~ als Arsenaat |
| {\displaystyle {\ce {HAsO4Pb}}}   | {\displaystyle {\ce {Pb(HAsO4)}}}      | Lood(II)waterstofarsenaat        |
| {\displaystyle {\ce {HAsO5Zn2}}}  | {\displaystyle {\ce {Zn2(AsO4)(OH)}}}  | Adamiet                          |

## H1At
| Brutoformule                | Gewone formule              | Naam              |
| --------------------------- | --------------------------- | ----------------- |
| {\displaystyle {\ce {HAt}}} | {\displaystyle {\ce {HAt}}} | Waterstofastatide |

## H1Au
| Brutoformule                   | Gewone formule                 | Naam                                             |
| ------------------------------ | ------------------------------ | ------------------------------------------------ |
| {\displaystyle {\ce {HAuCl4}}} | {\displaystyle {\ce {HAuCl4}}} | Tetrachloorauraat(III)zuur                       |
| {\displaystyle {\ce {HAuBr4}}} | {\displaystyle {\ce {HAuBr4}}} | Tetrabroomauraat(III)zuur ~ uit goud(III)bromide |

## H1B
| Brutoformule                     | Gewone formule                        | Naam               |
| -------------------------------- | ------------------------------------- | ------------------ |
| {\displaystyle {\ce {HBBe2O4}}}  | {\displaystyle {\ce {Be2(BO3)(OH)}}}  | Hambergiet         |
| {\displaystyle {\ce {HBCaO5Si}}} | {\displaystyle {\ce {CaB(SiO4)(OH)}}} | Datoliet           |
| {\displaystyle {\ce {HBF4}}}     | {\displaystyle {\ce {HBF4}}}          | Tetrafluorboorzuur |

## H1Br
| Brutoformule                   | Gewone formule                 | Naam                                                                      |
| ------------------------------ | ------------------------------ | ------------------------------------------------------------------------- |
| {\displaystyle {\ce {HBr}}}    | {\displaystyle {\ce {HBr}}}    | Waterstofbromide ~ als sterk zuur ~ opgelost in water: Broomwaterstofzuur |
| {\displaystyle {\ce {HBrO}}}   | {\displaystyle {\ce {HBrO}}}   | waterstofhypobromiet ~ als halogeenzuurstofzuur                           |
| {\displaystyle {\ce {HBrO2}}}  | {\displaystyle {\ce {HBrO2}}}  | waterstofbromiet ~ als halogeenzuurstofzuur                               |
| {\displaystyle {\ce {HBrO3}}}  | {\displaystyle {\ce {HBrO3}}}  | waterstofbromaat ~ als halogeenzuurstofzuur                               |
| {\displaystyle {\ce {HBrO4}}}  | {\displaystyle {\ce {HBrO4}}}  | waterstofperbromaat ~ als halogeenzuurstofzuur                            |
| {\displaystyle {\ce {HBr3Si}}} | {\displaystyle {\ce {SiHBr3}}} | Tribroomsilaan ~ In productie siliciumtetrabromide                        |

## H1Ca
| Brutoformule                        | Gewone formule                                | Naam           |
| ----------------------------------- | --------------------------------------------- | -------------- |
| {\displaystyle {\ce {HCaFe3O9Si2}}} | {\displaystyle {\ce {CaFe^{2+}3(SiO4)2(OH)}}} | Ilvaiet        |
| {\displaystyle {\ce {HCa2NaO9Si3}}} | {\displaystyle {\ce {NaCa2Si3O8(OH)}}}        | Pectoliet      |
| {\displaystyle {\ce {HCa5O13P3}}}   | {\displaystyle {\ce {Ca5(PO4)3(OH)}}}         | Hydroxyapatiet |

## H1Cl
| Brutoformule                   | Gewone formule                 | Naam |
| ------------------------------ | ------------------------------ | --- |
| {\displaystyle {\ce {HCl}}}    | {\displaystyle {\ce {HCl}}}    | zoutzuur ~ IUPAC: waterstofchloride ~ Ook wel: geest van zout ~ als sterk zuur ~ in maagzuur, koningswater ~ in bereiding Ammoniumchloride (salmiak), ijzer(III)chloride |
| {\displaystyle {\ce {HClO}}}   | {\displaystyle {\ce {HOCl}}}   | Waterstofhypochloriet ~ Ook wel: Hypechloorzuur; Hypochlorigzuur, Onderchlorigzuur, Onderchloorzuur ~ als halogeenzuurstofzuur                                           |
| {\displaystyle {\ce {HClO2}}}  | {\displaystyle {\ce {HClO2}}}  | Waterstofchloriet ~ Ook wel: chlorigzuur ~ als halogeenzuurstofzuur ~ en chloriet                                                                                        |
| {\displaystyle {\ce {HClO3}}}  | {\displaystyle {\ce {HClO3}}}  | Waterstofchloraat ~ IUPAC: chloorzuur ~ als halogeenzuurstofzuur |
| {\displaystyle {\ce {HClO3S}}} | {\displaystyle {\ce {ClSO3H}}} | Chloorsulfonzuur |
| {\displaystyle {\ce {HClO4}}}  | {\displaystyle {\ce {HClO4}}}  | Perchloorzuur ~ als sterk zuur, perchloraat, halogeenzuurstofzuur |
| {\displaystyle {\ce {HCl2N}}}  | {\displaystyle {\ce {Cl2NH}}}  | Dichlooramine |
| {\displaystyle {\ce {HCl3Si}}} | {\displaystyle {\ce {SiHCl3}}} | Trichloorsilaan |

## H1Cs
| Brutoformule                 | Gewone formule               | Naam            |
| ---------------------------- | ---------------------------- | --------------- |
| {\displaystyle {\ce {HCsO}}} | {\displaystyle {\ce {CsOH}}} | Cesiumhydroxide |

## H1Cu
| Brutoformule                        | Gewone formule                         | Naam    |
| ----------------------------------- | -------------------------------------- | ------- |
| {\displaystyle {\ce {HCu2NaO9Si3}}} | {\displaystyle {\ce {NaCu2Si3O8(OH)}}} | Larimar |

## H1F
| Brutoformule                  | Gewone formule                  | Naam                                                                                   |
| ----------------------------- | ------------------------------- | -------------------------------------------------------------------------------------- |
| {\displaystyle {\ce {HF}}}    | {\displaystyle {\ce {HF}}}      | Waterstoffluoride ~ reactie met: SO3 → fluorsulfonzuur, met SiF4 → hexafluorkiezelzuur |
| {\displaystyle {\ce {HFO}}}   | {\displaystyle {\ce {HFO}}}     | waterstofhypofluoriet ~ als halogeenzuurstofzuur                                       |
| {\displaystyle {\ce {HFO3S}}} | {\displaystyle {\ce {FSO3H}}}   | Fluorsulfonzuur ~ reactie met seleenzuur                                               |
| {\displaystyle {\ce {HF2}}}   | {\displaystyle {\ce {HF2^{-}}}} | Bifluoride {\displaystyle {\ce {FHF^{-}}}}                                             |
| {\displaystyle {\ce {HF2K}}}  | {\displaystyle {\ce {KHF2}}}    | Kaliumbifluoride Ook wel: Kaliumwaterstoffluoride                                      |
| {\displaystyle {\ce {HF3Si}}} | {\displaystyle {\ce {SiHF3}}}   | trifluorsilaan ~ uit silaan en wolfraamhexafluoride                                    |
| {\displaystyle {\ce {HF6Sb}}} | {\displaystyle {\ce {HSbF6}}}   | fluorantimoonzuur ~ als superzuur                                                      |

## H1Fe
| Brutoformule                  | Gewone formule                  | Naam                   |
| ----------------------------- | ------------------------------- | ---------------------- |
| {\displaystyle {\ce {HFeO2}}} | {\displaystyle {\ce {FeO(OH)}}} | IJzer(III)oxyhydroxide |

## H1I
| Brutoformule                 | Gewone formule               | Naam                                              |
| ---------------------------- | ---------------------------- | ------------------------------------------------- |
| {\displaystyle {\ce {HI}}}   | {\displaystyle {\ce {HI}}}   | Waterstofjodie ~ als sterk zuur ~ in productie H2 |
| {\displaystyle {\ce {HIO}}}  | {\displaystyle {\ce {HIO}}}  | waterstofhypojodiet ~ als halogeenzuurstofzuur    |
| {\displaystyle {\ce {HIO2}}} | {\displaystyle {\ce {HIO2}}} | waterstofjodiet ~ als halogeenzuurstofzuur        |
| {\displaystyle {\ce {HIO3}}} | {\displaystyle {\ce {HIO3}}} | waterstofjodaat ~ als halogeenzuurstofzuur        |
| {\displaystyle {\ce {HIO4}}} | {\displaystyle {\ce {HIO4}}} | metawaterstofperjodaat ~ als halogeenzuurstofzuur |

## H1K
| Brutoformule                    | Gewone formule                  | Naam                                                               |
| ------------------------------- | ------------------------------- | ------------------------------------------------------------------ |
| {\displaystyle {\ce {HK}}}      | {\displaystyle {\ce {KH}}}      | Kaliumhydride                                                      |
| {\displaystyle {\ce {HKO}}}     | {\displaystyle {\ce {KOH}}}     | Kaliumhydroxide ~ Ook wel: Kaliloog (als oplossing in water, Potas |
| {\displaystyle {\ce {HKO3S}}}   | {\displaystyle {\ce {KHSO3}}}   | Kaliumwaterstofsulfiet                                             |
| {\displaystyle {\ce {HKO4S}}}   | {\displaystyle {\ce {KHSO4}}}   | Kaliumwaterstofsulfaat                                             |
| {\displaystyle {\ce {HK2O3P}}}  | {\displaystyle {\ce {K2HPO4}}}  | Dikaliumfosfonaat ~ Ook wel: Dikaliumfosfiet                       |
| {\displaystyle {\ce {HK2O4P}}}  | {\displaystyle {\ce {K2HPO4}}}  | Dikaliumwaterstoffosfaat                                           |
| {\displaystyle {\ce {HK3O6P2}}} | {\displaystyle {\ce {K3HP2O6}}} | Kaliumtriwaterstofhypofosfaat ~ als Hypofosfaat                    |
| {\displaystyle {\ce {HKO5S}}}   | {\displaystyle {\ce {KHSO4}}}   | Kaliumperoxosulfaat                                                |

## H1Li
| Brutoformule                  | Gewone formule                | Naam                                                                         |
| ----------------------------- | ----------------------------- | ---------------------------------------------------------------------------- |
| {\displaystyle {\ce {HLi}}}   | {\displaystyle {\ce {LiH}}}   | Lithiumhydride ~ als hydride                                                 |
| {\displaystyle {\ce {HLiO}}}  | {\displaystyle {\ce {LiOH}}}  | Lithiumhydroxide                                                             |
| {\displaystyle {\ce {HLi2N}}} | {\displaystyle {\ce {Li2NH}}} | Lithiumimide ~ als tussenproduct in reactie met waterstof van lithiumnitride |

## H1Mn
| Brutoformule                  | Gewone formule                  | Naam                                     |
| ----------------------------- | ------------------------------- | ---------------------------------------- |
| {\displaystyle {\ce {HMnO2}}} | {\displaystyle {\ce {MnO(OH)}}} | Mangaan(III)hydroxyoxide ~ als manganiet |
| {\displaystyle {\ce {HMnO4}}} | {\displaystyle {\ce {HMnO4}}}   | Permangaanzuur                           |

## H1N
| Brutoformule                  | Gewone formule                 | Naam                                                                        |
| ----------------------------- | ------------------------------ | --------------------------------------------------------------------------- |
| {\displaystyle {\ce {HNO}}}   | {\displaystyle {\ce {HNO}}}    | Nitroxyl                                                                    |
| {\displaystyle {\ce {HNO}}}   | {\displaystyle {\ce {HNO}}}    | Waterstofhyponitriet ~ als hypothetisch monomeer van Nitramide              |
| {\displaystyle {\ce {HNO2}}}  | {\displaystyle {\ce {HNO2}}}   | Waterstofnitriet ~ ook wel: salpeterigzuur ~ in vorming nitrosamine         |
| {\displaystyle {\ce {HNO3}}}  | {\displaystyle {\ce {HNO3}}}   | Salpeterzuur ~ als sterk zuur ~ in koningswater ~ in bereiding nitroniumion |
| {\displaystyle {\ce {HNO3}}}  | {\displaystyle {\ce {HOONO}}}  | Peroxysalpeterigzuur                                                        |
| {\displaystyle {\ce {HNO5S}}} | {\displaystyle {\ce {NOHSO4}}} | Nitrosylzwavelzuur                                                          |
| {\displaystyle {\ce {HN3}}}   | {\displaystyle {\ce {HN3}}}    | Waterstofazide ~ als pseudohalogeenzuur                                     |
| {\displaystyle {\ce {HN5}}}   | {\displaystyle {\ce {HN5}}}    | Pentazool ~ als azool                                                       |

## H1Na
| Brutoformule                     | Gewone formule                     | Naam |
| -------------------------------- | ---------------------------------- | --- |
| {\displaystyle {\ce {HNa}}}      | {\displaystyle {\ce {NaH}}}        | Natriumhydride                                                                                                  |
| {\displaystyle {\ce {HNaO}}}     | {\displaystyle {\ce {NaOH}}}       | Natriumhydroxide ~ in synthese benzylalcohol, bleekloog, croftybom ~ Ook wel: E524, natronloog, caustische soda |
| {\displaystyle {\ce {HNaO3S}}}   | {\displaystyle {\ce {NaHSO3}}}     | Natriumwaterstofsulfiet                                                                                         |
| {\displaystyle {\ce {HNa2O3P}}}  | {\displaystyle {\ce {Na2HPO3}}}    | Dinatriumfosfonaat ~ andere naam: natriumwaterstoffosfiet                                                       |
| {\displaystyle {\ce {HNa2O4P}}}  | {\displaystyle {\ce {Na2HPO4}}}    | Natriumwaterstoffosfaat ~ IUPAC: Dinatriumwaterstoffosfaat                                                      |
| {\displaystyle {\ce {HNaO4S}}}   | {\displaystyle {\ce {NaHSO4}}}     | Natriumwaterstofsulfaat ~ Ook wel: E514(ii); Natriumbisulfaat                                                   |
| {\displaystyle {\ce {HNa3O7P2}}} | {\displaystyle {\ce {Na3(HP2O7)}}} | Trinatriumpyrofosfaat ~ als Pyrofosfaat                                                                         |

## H1O
| Brutoformule                  | Gewone formule                        | Naam                                                             |
| ----------------------------- | ------------------------------------- | ---------------------------------------------------------------- |
| {\displaystyle {\ce {HO}}}    | {\displaystyle {\ce {OH^{\bullet }}}} | Hydroxylradicaal                                                 |
| {\displaystyle {\ce {HORb}}}  | {\displaystyle {\ce {RbOH}}}          | Rubidiumhydroxide ~ in bereiding rubidiumbromide, rubidiumjodide |
| {\displaystyle {\ce {HO2}}}   | {\displaystyle {\ce {HO2}}}           | Waterstofsuperoxide                                              |
| {\displaystyle {\ce {HO4Re}}} | {\displaystyle {\ce {HReO4}}}         | Perreniumzuur ~ uit Renium(VII)oxide                             |
| {\displaystyle {\ce {HO4Se}}} | {\displaystyle {\ce {HSeO4^{-}}}}     | Waterstofselenaat ~ als Selenaat                                 |
| {\displaystyle {\ce {HO4Tc}}} | {\displaystyle {\ce {HTeO4}}}         | Pertechnetiumzuur ~ uit Technetium(VII)oxide                     |

## H1P
| Brutoformule                 | Gewone formule               | Naam                |
| ---------------------------- | ---------------------------- | ------------------- |
| {\displaystyle {\ce {HPF6}}} | {\displaystyle {\ce {HPF6}}} | Hexafluorfosforzuur |